# 线羽蹄盖蕨
线羽蹄盖蕨（学名：Athyrium lineare）为蹄盖蕨科蹄盖蕨属下的一个种。

## 扩展阅读
- 維基物種上的相關：线羽蹄盖蕨